# Bölge (métro d'Izmir)
Bölge est une station de la ligne 1 du métro d'Izmir.